# Formula Grand Prix
Con Formula Grand Prix, termine adottato nel 1922 dall'AIACR (la FIA dell'epoca), si intendono il tipo di competizioni automobilistiche organizzate nei Gran Premi fino alla seconda guerra mondiale, gare in cui si cimentarono le aziende più illustri e i piloti più talentuosi dell'epoca.

## Storia

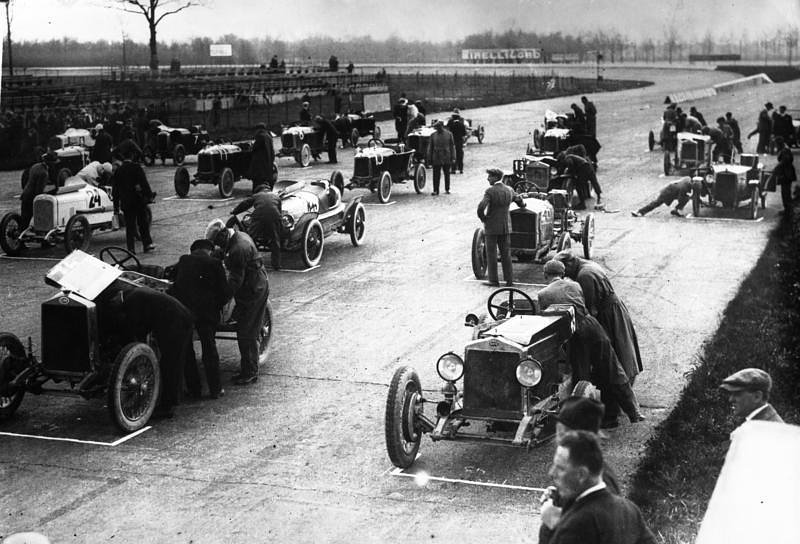
Lo schieramento di partenza nel Gran Premio Fiera di Milano del 1925

Dopo la prima guerra mondiale, nel 1921, si ricominciò con una formula che aveva un limite di peso minimo di 800 kg e un limite di cilindrata massima di 3000 cm³, 1500 cm³ per le voiturette. L'anno seguente la formula fu unificata con il peso minimo portato a 650 kg e la cilindrata ridotta a 2000 cm³, questo cambiamento spinse i tecnici a cercare un modo per mandare più miscela aria-benzina nei pistoni e l'innovazione vincente venne dalla FIAT che introdusse la sovralimentazione, sistema poi copiato dagli avversari. Quell'anno si ebbero anche delle modifiche al regolamento sportivo: al Gran Premio di Francia del 1922, per la prima volta le vetture partirono tutte insieme, senza essere distanziate temporalmente.

Nel 1929 la CSI limita le competizioni di questa categoria alle vetture monoposto. Nel 1931 si tornò alla Formula Libera, ma nel 1934 si ebbe il cambiamento che rivoluzionò le corse con il limite di peso massimo a 750 kg (a secco e senza ruote): questo cambiamento aprì la strada al dominio delle macchine tedesche che, grazie alle più avanzate tecnologie metallurgiche della propria industria nazionale, poterono costruire auto più leggere che potevano ospitare motori di cilindrata superiore alla concorrenza, poi a partire dal 1938 fu imposto un peso massimo variabile tra i 400 e gli 800 kg in proporzione alla cilindrata.

Nel 1946 tale Formula mutò il nome in "Formula A" e nel 1947 assunse l'attuale denominazione di "Formula 1". Infine, nel 1950 venne istituito il Campionato mondiale di Formula 1. Anche se gare extra-campionato di Formula 1 continuarono a disputarsi fino al 1983.
È corretto dunque considerare la Formula 1 di oggi come la diretta continuazione, sotto altra sigla, di quella che era la "Formula Grand Prix".

### Regolamento
Questi gli aspetti fondamentali relativi al regolamento tecnico:
- fino al 1923, limitazioni basate sul peso della vettura e potenza del motore (ancora non convenzionate universalmente)
- dal 1924, l'AIACR (Associazione Internazionale degli Automobile Club Riconosciuti) e la CSI (Commissione Sportiva Internationale) stabiliscono un regolamento unico per tutte le competizioni di carattere internazionale
- dal 1929, un'ulteriore limitazione consente l'utilizzo solo di vetture monoposto
- dal 1934 al 1937, peso massimo delle vetture fissato a 750 kg
- dal 1938 al 1945 (ma di fatto solo fino al 1941), per la prima volta viene fissata una cilindrata massima diversa per motori aspirati e sovralimentati

## Campionati
- Dal 1925 al 1927: Campionato mondiale costruttori (tre stagioni effettivamente disputate a cui se ne aggiungono altre tre dal 1928 al 1930 iniziate ma poi cancellate per motivi vari)
- 1931, 1932 e dal 1935 al 1939: Campionato europeo di automobilismo  (sette stagioni)